# Ludwik VII Młody
Ludwik VII Młody (franc. Louis VII le Jeune) (ur. 1120, zm. 18 września 1180 w Paryżu) – król Francji od 1131. Początkowo koregent ojca. Samodzielny władca w latach 1137–1180. Syn Ludwika VI, króla Francji z dynastii Kapetyngów, i Adelajdy z Maurienne, córki Humberta II Grubego, hrabiego Sabaudii.

## Początek rządów
Jako młodszy syn królewski Ludwik był od swoich wczesnych lat przygotowywany do stanu duchownego. Po przypadkowej śmierci swojego starszego brata, Filipa, został niespodziewanie następcą tronu. Koronowany został w Reims 25 października 1131 r. przez papieża Innocentego II. Według przekazów mu współczesnych był oczytany i pobożny, charakteryzował się ascetycznością i prostodusznością, miał melancholijną naturę. Po śmierci swojego ojca, Ludwika VI, został ponownie koronowany w Bourges 25 grudnia 1137 r. i objął władzę.
22 lipca 1137 r. wziął ślub z Eleonorą Akwitańską. Małżeństwo nie było zbyt udane na skutek różnicy usposobień i temperamentów małżonków. Eleonora miała kiedyś powiedzieć, że myślała, iż wychodzi za króla, a okazało się, że wyszła za mnicha. Ludwik otrzymał w posagu Księstwo Akwitanii, czyli prowincje Limousin, Angoumois, Périgord, Poitou, Saintonge i Gaskonię. W ten sposób obszar pozostający pod władzą królewską zwiększył się prawie trzykrotnie.
Bezpośrednio po objęciu tronu przez Ludwika mieszczanie w Orlean i Poitiers utworzyli komuny miejskie, domagając się autonomii od władzy urzędników królewskich i książęcych. Ruch ten został przez Ludwika VII uznany za bunt i stanowczo stłumiony. Młody król wszedł także w konflikt z papieżem Innocentym II wokół obsady arcybiskupstwa Bourges. Król mianował na stolicę biskupią jednego ze swych kanclerzy, Cadurca, natomiast papież nominował Pierre’a de la Charte. Ludwik zamknął przed Pierre’em bramy miasta i poprzysiągł na relikwie, że prędzej zginie niż wpuści papieskiego nominata do Bourges. Konflikt ten ściągnął na królestwo papieski interdykt.
Ludwik zaangażował się w konflikt zbrojny z Tybaldem II z Szampanii. Przyczyną konfliktu była zgoda Ludwika na oddalenie przez królewskiego seneszala, Raoula I z Vermandois, żony, siostrzenicy Tybalda, i jego ponowny ślub z Petronelą Akwitańską, siostrą żony króla. Dodatkowym powodem było wzięcie przez Tybalda strony papiestwa w konflikcie o arcybiskupstwo Bourges. Działania zbrojne trwały od 1142 do 1144 r. i zakończyły się zajęciem hrabstwa przez siły królewskie. Ludwik osobiście dowodził szturmem i spaleniem miasta Vitry (ponad tysiąc mieszkańców zginęło w płomieniach).
W międzyczasie Godfryd V Plantagenet, hrabia Andegawenii, podbił Normandię, zagrażając bezpośrednio posiadłościom królewskim. Ludwik śmiałym manewrem przerzucił swoje wojska nad granicę normandzką i zdobył strategicznie położone Gisors.

## Udział wdrugiej krucjacie

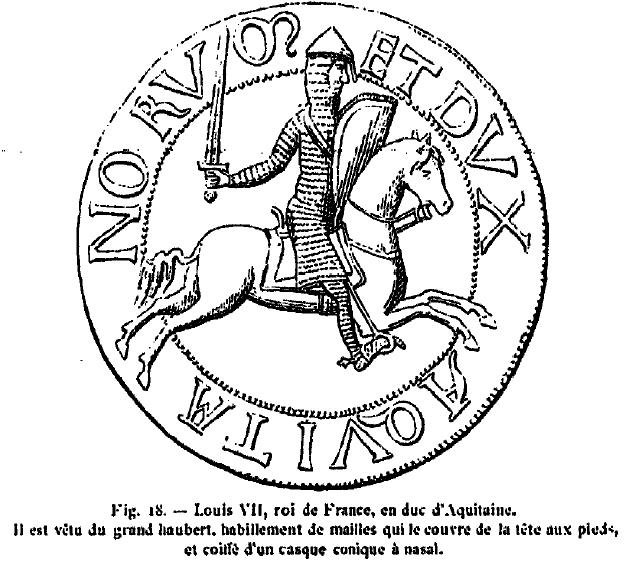
Pieczęć Ludwika VII

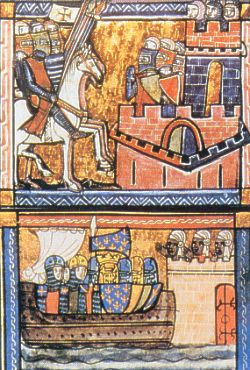
Ludwík VII na drugiej wyprawie krzyżowej

W święta Bożego Narodzenia 1145 r. król Ludwik, być może targany wyrzutami sumienia z powodu swojego udziału w wojnie w Szampanii, zadeklarował chęć wyruszenia na pielgrzymkę do Ziemi Świętej. Planom królewskich sprzyjała sytuacja w Outremer, gdzie muzułmanie zajęli hrabstwo Edessy, co wywołało szok w Europie. Papież Eugeniusz III ogłosił wyprawę krzyżową, której wielkim propagatorem stał się Bernard z Clairvaux. Ostatecznie Ludwik, w towarzystwie żony i wielu swoich wasali, wyruszył w czerwcu 1147 r. z Metzu w Lotaryngii, drogą lądową w kierunku Ziemi Świętej. Ludwik o mały włos uniknął śmierci w krwawej bitwie, która wywiązała się, gdy w okolicach Latakii armia krzyżowców została zaskoczona w wąwozie przez wojska tureckie. Ostatecznie armia francuska dotarła do Antiochii w 1148 r. Książę Antiochii, Rajmund z Poitiers, wuj Eleonory, nalegał na Ludwika, aby ten wstrzymał swój marsz ku Jerozolimie i pomógł mu w zdobyciu Aleppo i Cezarei. Na tym tle doszło do konfliktu pomiędzy małżonkami. Król podejrzewał również kazirodczy romans swojej żony z Rajmundem. Ludwik VII pośpiesznie opuszcza Antiochię.
Razem z królem Niemiec Konradem III i królem Jerozolimy Baldwinem III rozpoczął nieskuteczne oblężenie Damaszku zakończone klęską i odwrotem krzyżowców. Ludwik, pomimo protestów swojej żony, zdecydował się (1149 r.) na powrót z armią do Francji.

## Rozwód z Eleonorą i jego skutki
Jedynymi rezultatami wyprawy był deficyt w skarbcu królewskim, utrata znacznej części rycerstwa, a także kryzys małżeństwa Ludwika i Eleonory, który narastał mimo prób pogodzenia małżonków podejmowanych przez papieża Eugeniusza podczas ich wizyty w Rzymie. W marcu 1152 r. synod w Beaugency anulował królewskie małżeństwo pod pretekstem zbyt bliskiego pokrewieństwa między małżonkami. Nieoficjalną przyczyną było zachowanie się królowej podczas wyprawy krzyżowej, ciągłe kłótnie pomiędzy małżonkami a także malejące szanse na spłodzenie męskiego potomka w tym związku. Wkrótce po anulowaniu małżeństwa, Eleonora wyszła za mąż za Henryka II, hrabiego Andegawenii (od 1154 r. również króla Anglii) i przekazała mu Akwitanię w charakterze posagu. Ludwik prowadził niezbyt skuteczną wojnę przeciw Henrykowi pod pretekstem zawarcia małżeństwa bez zgody suwerena. W 1154 r. zrezygnował z roszczeń do Akwitanii w zamian za odszkodowanie pieniężne.

## Kolejne małżeństwa
W 1154 r. Ludwik ożenił się z Konstancją, córką króla Kastylii Alfonsa VII. Małżeństwo to także nie przyniosło królowi męskiego potomka. Konstancja umarła w połogu w 1160 r. Pięć tygodni później król ożeni się po raz trzeci, z Adelą z Szampanii.

## Konflikt z Plantagenetami
Jako element procesu pokojowego z Henrykiem I, król Ludwik przyrzekł rękę swojej córki, Małgorzaty Francuskiej synowi Henryka II, Henrykowi Młodszemu ustanawiając posag w postaci normandzkich twierdz Vexin i Gisors. Bezpośrednio po trzecim ślubie Ludwika, Henryk II przeprowadził ślub swojego pięcioletniego syna z dwuletnią Małgorzatą: miało to na celu jak najszybsze przejęcie posagu. Ludwik zdawał sobie sprawę z konieczności przeciwstawienia się narastającej hegemonii Plantagenetów na kontynencie, ale poprzez brak zdecydowania, środków finansowych i militarnych nie był w stanie skutecznie wpływać na rozwój wydarzeń. Jednym z niewielu sukcesów militarnych była odsiecz udzielona Rajmundowi V, hrabiemu Tuluzy, zaatakowanemu przez Henryka II w 1159.
W trakcie sporu cesarstwa z papiestwem o inwestyturę Ludwik poparł papieża Aleksandra III w jego konflikcie z cesarzem Fryderykiem I Barbarossą. Nie bez wpływu na tę decyzję miały roszczenia Fryderyka do miasta Arles.

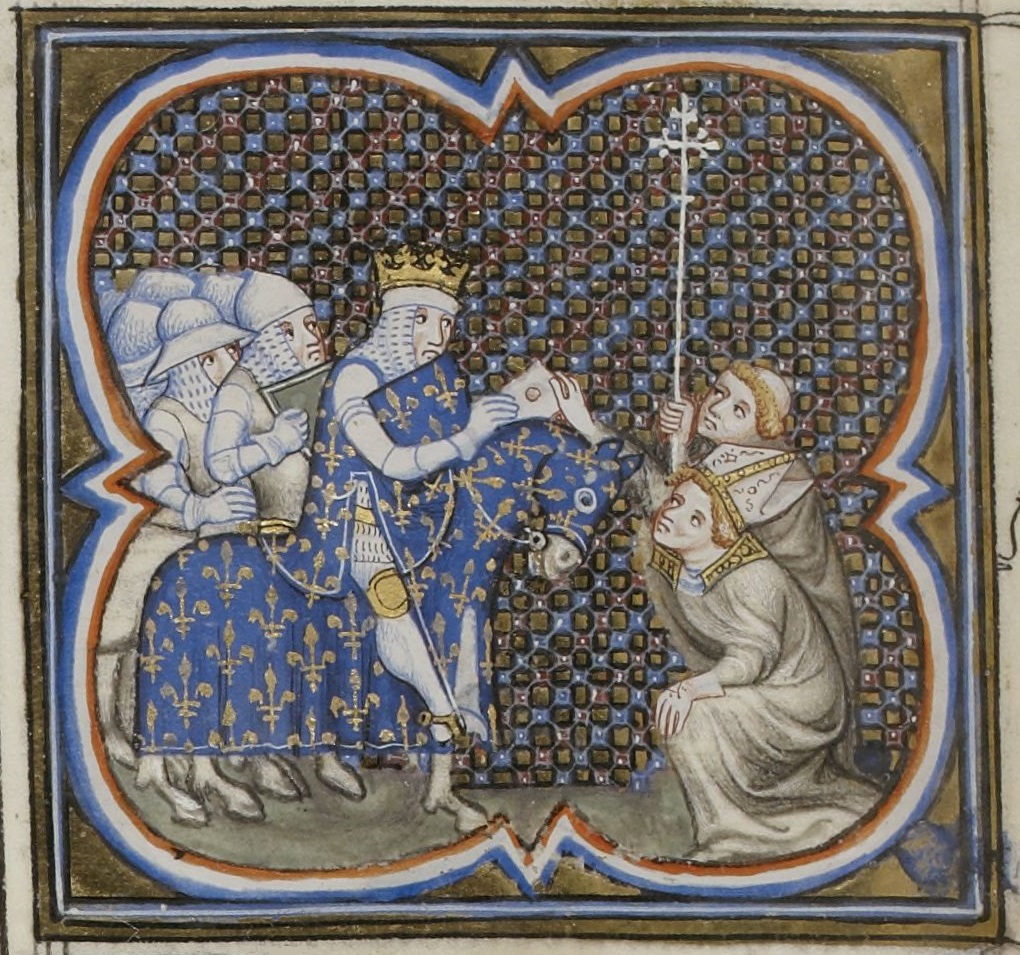
Król Ludwik VII

Ludwik przyjął i otoczył opieką Thomasa Becketa podczas jego kilkuletniego pobytu we Francji (1164–1170, początkowo w opactwie cysterskim w Pointigny, później w Sens). Król usiłował prowadzić mediację pomiędzy arcybiskupem a Henrykiem II, lecz wykorzystywał także pobyt Becketa do osłabienia pozycji politycznej swojego rywala. Ludwik wspierał również bunt synów Henryka II przeciwko ojcu w latach 1173–1174, ale konflikty pomiędzy braćmi i brak zdecydowania ze strony Ludwika spowodowały rozpad koalicji. Z inspiracji papieskiej Henryk II i Ludwik VII zawarli traktat w Vitry w 1177 r.
W 1179 r. Ludwik przeprowadził koronację swojego długo oczekiwanego syna i następcy, Filipa. Ludwik VII zmarł 18 września 1180 w Paryżu. Został pochowany w opactwie cystersów Sacer Portus (Saint-Port) w Barbeau. W 1817 r. jego szczątki przeniesiono do bazyliki Saint-Denis.

## Bilans rządów
W polityce wewnętrznej Ludwikowi udało się przeprowadzić reformy administracyjne oraz sprzyjać rozwojowi nauki i oświaty, poprzez zakładanie sieci szkół przykościelnych i przyklasztornych. W drugiej połowie panowania Ludwik VII zaczął wyraźnie sprzyjać ruchowi komunalnemu w miastach należących do książąt terytorialnych, zaczął się także godzić z takimi dążeniami w niektórych miastach królewskich. Znacznie przyrosła ludność królestwa, rozwinął się handel, rozbudowały się miasta i fortece. Przychylność, jaką darzył króla Kościół katolicki, zaowocowała umocnieniem władzy królewskiej i sprawności administracyjnej państwa.
Rządy Ludwika VII z punktu widzenia polityki zewnętrznej określa się zwykle jako niefortunne. Biorąc pod uwagę jednak nierówność potencjałów politycznych i gospodarczych ówczesnej Francji i Anglii, a także przewagę Henryka II pod względem umiejętności i możliwości militarnych, można uważać, że Ludwik VII ocalił dynastię Kapetyngów.

## Rodzina
12 lipca 1137 w Bordeaux poślubił Eleonorę, księżną Akwitanii (1122 – 1 kwietnia 1204), córkę księcia akwitańskiego Wilhelma X Świętego i Eleonory de Châtellerault, córki Aimery'ego I, wicehrabiego de Châtellerault. Ludwik i Eleonora mieli dwie córki:
- Marię (1145 – 11 marca 1198), żonę Henryka I, hrabiego Szampanii
- Alicję (lato 1151 – 1197/1198), żonę Tybalda V Dobrego, hrabiego Blois

W 1154 w Orleanie poślubił Konstancję (ok. 1136 – 4 października 1160), córkę króla Kastylii Alfonsa VII Imperatora i Berengarii, córki Rajmunda Berengara III, hrabiego Barcelony. Konstancja urodziła Ludwikowi dwie córki:
- Małgorzatę (1158 – 1197), żonę Henryka Młodego Króla, a od 1183 r. Beli III, króla Węgier
- Alicję (4 października 1160 – ok. 1220), hrabinę de Vexin, zaręczoną z Ryszardem Lwie Serce, poślubioną Wilhelmowi IV, hrabiego Ponthieu

13 listopada 1160 r. poślubił Adelę (ok. 1140 – 4 czerwca 1206), córkę Tybalda II, hrabiego Szampanii, i Matyldy, córki Engelberta II z Karyntii. Ich potomstwo to:
- Filip II August (22 sierpnia 1165 – 14 lipca 1223), król Francji
- Agnieszka Francuska (1171 – po 1204), zaręczona z cesarzem Aleksym II Komnenem, żona cesarza Andronika I Komnena, a następnie Teodora Branasa